# Fucose
Le fucose est un aldohexose, plus précisément un désoxyhexose du galactose. Le préfixe « désoxy » signifie qu’il y a un oxygène en moins (en position 6 dans ce cas).

## Chimie

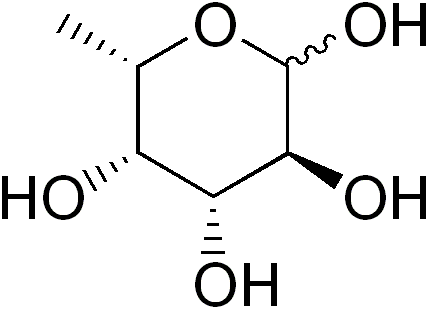
Structure cyclique du fucose

Deux caractéristiques structurelles différencient le fucose des autres oses à six carbones : 
- l’absence du groupe hydroxyle sur le carbone (C-6)
- sa configuration L

En solution dans l'eau, à 3 %, le fucose possède un goût sucré. Dans l'eau à 31 °C, le fucose se dissocie en formes tautomères, la forme prédominante est le β-D-fucopyranose (67 %), suivie de la forme α-D-fucopyranose (21 %), les formes furanoses représentent 5 % et la forme linéaire est pratiquement inexistante (0,01 %).

## Rôle biologique
On le trouve attaché sur les polyosides par une liaison osidique du type N, des cellules des insectes, des mammifères et des plantes.
Dans les polyosides contenant le fucose, celui-ci sert à terminer le polymère ou bien comme point d’attachement pour ajouter d’autres oses.
Le fucose va également avoir un rôle dans la structure des antigènes entrant dans la structure des groupes sanguins : celui-ci est transféré par la fucosyltransférase sur une chaîne oligosaccharidique pour donner l'antigène H, précurseur des antigènes A et B du système ABO.
Chez l'Homme, le fucose est métabolisé par l’enzyme alpha-fucosidase.